# Art Davie

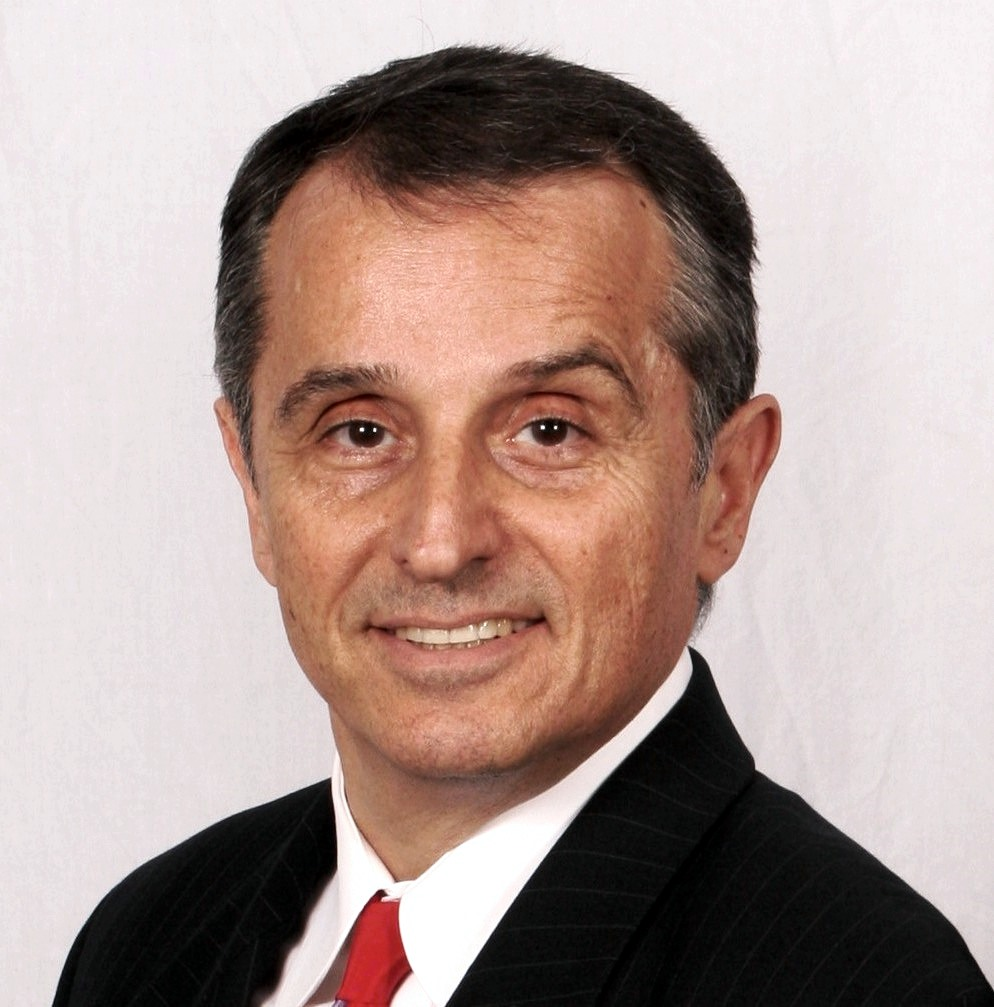

Art Davie é um executivo de negócios e um empresário anteriormente ativo no Sul da Califórnia. Em 1993, ele criou e co-produziu o torneio que se tornou o televisionado Ultimate Fighting Championship. Em 1998, Davie, como vice-presidente da K-1 USA, trouxe a bem sucedida franquia de kickboxing do Japão para Las Vegas e para a televisão em pay-per-view da América do Norte. Em 2003, Davie era um produtor executivo da Mandalay Sports Entertainment. Em 2006, ele se tornou vice-presidente de televisão da Paradigm Entertainment Group.

## XARM
A nova criação de Davie, XARM, é um esporte híbrido que combina kickboxing e arm wrestling – disputado em uma mesa de 71 x 41 cm, com altura ajustável de 0,86 para 1,2 m. Os confrontos consistem em 3 rounds de um minuto, com um minuto de descanso entre os rounds.